# Эфира (Элида)
Эфи́ра (греч. Εφύρα) — село в Греции. Расположено на высоте 121 метр над уровнем моря, на левом берегу Ладона, на Пелопоннесе, в 21 километре к северо-востоку от Пиргоса и в 195 километрах к западу от Афин. Входит в общину Илида в периферийной единице Элида в периферии Западная Греция. Население 266 человек по переписи 2011 года.
Южнее села проходит дорога Амальяс — Ханья-Спартулья (Χάνια Σπαρτουλιά).

## История
Страбон сообщает о древнем городе Эноя (др.-греч. Οἰνόη), называемом также Беноя (Βοινώα) по дороге в Ласион, на правом берегу реки Селлеис (Σελλήεις, ныне Ладон), текущей с Фолои. Гомер упоминает его как древний город пеласгов Эфира (Ἐφύρη). Эфира была столицей царства Авгия, чьи конюшни конюшни очистил Геракл. Эфира была родиной Астиохи, дочери Филанта, матери Тлеполема от Геракла. Из Эфиры Филей вывез панцирь Мегета. Здесь жила Агамеда, знакомая с целебными свойствами всех растений на земле. Отсюда происходили смертельные яды.
До 1921 года (ΦΕΚ 56Β) село называлось Делимбали (Δελίμπαλι).

## Сообщество Эфира
В 1835 году была создана община Эфира с центром в Като-Лукавица (Κάτω Λουκάβιτσα, ныне Авьи, Αυγή). В 1912 году (ΦΕΚ 256Α) община была упразднена и создано сообщество Делимбали. В 1921 году (ΦΕΚ 56Β) сообщество переименовано в Эфиру. В сообщество входит село Пирион (Πιρίον). Население 268 жителей по переписи 2011 года. Площадь 11,505 квадратных километров.
| Населённый пункт | Население (2011), человек |
| ---------------- | ------------------------- |
| Пирион           | 2                         |
| Эфира            | 266                       |

## Население
| Год  | Население, человек |
| ---- | ------------------ |
| 1991 | 397                |
| 2001 | 355                |
| 2011 | ↘ 266              |